# Cánh đồng hoang
Pour plus de détails, voir Fiche technique et Distribution.
Cánh đồng hoang est un drame de guerre film vietnamien réalisé par Nguyễn Hồng Sến (vi), sorti en 1979. 

## Synopsis
Le film se déroule entièrement dans le périmètre d'une rizière inondée, mais il exploite à la fois l'espace sous l'eau (sous la surface de l'eau du champ) et dans le ciel au-dessus du champ (où des avions de guerre américains effectuent des raids).
L'action se déroule dans les marécages de Đồng Tháp Mười (vi) pendant la guerre du Viêt Nam. Ba Do, sa femme et leur jeune enfant vivent dans une petite cabane au milieu de l'eau. Ils sont chargés par la révolution de maintenir les lignes de communication pour les forces armées. L'auteur met l'accent sur la vie quotidienne du couple, comme planter du riz, s'occuper de leur enfant, attraper des serpents et pêcher. Ces activités sont entrecoupées de raids d'hélicoptères militaires américains à la recherche de soldats de la guérilla dans les marais. Lorsque Ba Do est tué par un hélicoptère américain, sa femme parvient à abattre l'hélicoptère pour le venger.
À la fin du film, une photo de la femme et de l'enfant du pilote abattu tombe de sa poche. Il y a eu de nombreuses suggestions pour supprimer cette scène du film, mais elle a quand même été conservée pour que les gens voient et comprennent mieux les soldats américains, qui sont aussi des gens normaux, avec une femme et un enfant comme Ba Do, mais qui, à cause de la guerre, ont dû être arrachés à leur famille et envoyés au Viêt Nam pour se battre.

## Fiche technique
- Titre original vietnamien : Cánh đồng hoang (litt. « Les champs sauvages »)
- Réalisation : Nguyễn Hồng Sến (vi)
- Scénario : Nguyễn Quang Sáng (vi)
- Photographie : Đường Tuấn Ba (vi)
- Montage : Nguyễn Kim Phượng, Lâm Trấn
- Musique : Trịnh Công Sơn
- Société de production : Studio de Giai Phong (vi)
- Pays de production :  Vietnam
- Langue de tournage : vietnamien
- Format : Noir et blanc
- Genre : Drame de guerre
- Durée : 95 minutes
- Dates de sortie :
  - Viêt Nam : 30 avril 1979

## Distribution
- Lâm Tới (vi) : Ba Do
- Thúy An (vi) : Sau Xoa, la femme de Ba Do
- Nguyễn Văn Thuận  : le fils de Ba Do et Sau Xoa
- Robert Hải (vi) :  lieutenant-colonel Mistcher